# Skärgårdsreservaten
Skärgårdsreservaten este o arie protejată (arie specială de conservare — SAC, sit de importanță comunitară — SCI, arie de protecție specială avifaunistică — SPA) din Suedia întinsă pe o suprafață de 8.811,1 ha, integral pe uscat.

## Localizare
Centrul sitului Skärgårdsreservaten este situat la coordonatele 58°42′28″N 17°30′15″E / 58.7078°N 17.5043°E.

## Înființare
Situl Skärgårdsreservaten a fost declarat sit de importanță comunitară în ianuarie 1998 pentru a proteja 14 specii de animale. Alte tipuri de protecție:
- arie de protecție specială avifaunistică (în ianuarie 1998)[2]
- arie specială de conservare (în martie 2011)[1][3][4]

## Biodiversitate
Situată în ecoregiunile boreală și marină baltică, aria protejată conține 24 de habitate naturale: Pășuni din zone de pădure fino-scandinave, Formațiuni de Juniperus communis pe lande sau pajiști calcaroase, Terase mlăștinoase și terase nisipoase neacoperite de apă la reflux, Păduri fino-scandinave bogate în ierburi cu Picea abies, Păduri de stejar sau de stejar și carpen sub-atlantice și medio-europene de Carpinion betuli, Golfuri mici largi și golfuri puțin adânci, Mlaștini împădurite, Pășuni de coastă din Baltica boreală, Mlaștini turboase de tranziție și turbării mișcătoare, Roci stâncoase cu vegetație pionieră de Sedo-Scleranthion sau Sedo albi-Veronicion dillenii, Taiga vestică, Lagune de coastă, Pajiști uscate seminaturale și facies de acoperire cu tufișuri pe substraturi calcaroase (Festuco-Brometalia) (* situri importante pentru orhidee), Păduri acidofile de stejar bătrân cu Quercus robur pe câmpii nisipoase, Pante stâncoase silicioase cu vegetație casmofită, Păduri caducifoliate de mlaștină fino-scandinave, Pajiști uscate europene, Pajiști cu Molinia pe soluri calcaroase, turboase sau argilos-nămoloase (Molinion caeruleae), Pajiști fino-scandinave uscate până la mezice, bogate în specii de altitudine mică, Fânețe de joasă altitudine (Alopecurus pratensis, Sanguisorba officinalis), Recifuri, Insulițe și insule mici din Baltica boreală, Vegetație perenă pe țărmurile stâncoase, Bancuri de nisip acoperite în permanență slab de apă marină.
La baza desemnării sitului se află mai multe specii protejate:
- păsări (12): Branta leucopsis, caprimulg (Caprimulgus europaeus), ciocănitoare neagră (Dryocopus martius), cufundar polar (Gavia arctica), cufundar mic (Gavia stellata), sfrâncioc roșiatic (Lanius collurio), ciocârlie de pădure (Lullula arborea), gușă albastră (Luscinia svecica), ferestraș mic (Mergus albellus), chiră de baltă (Sterna hirundo), Sterna paradisaea, silvie porumbacă (Sylvia nisoria)
- mamifere (1): Halichoerus grypus
- nevertebrate (1): Vertigo angustior